# Carl Christian Wallén
Carl Axel Christian Wallén, född 17 augusti 1917 i Stockholm, död 29 augusti 2010 i Oscars församling i Stockholm, var en svensk meteorolog. Han var son till Axel Wallén, svärson till Ragnar Hyltén-Cavallius och bror till Axel Wallén
Wallén blev filosofie licentiat 1945, studerade meteorologi vid University of Chicago 1946–1947, blev filosofie doktor i Stockholm 1949 och docent i fysisk geografi vid Stockholms högskola 1950. Han blev e.o. meteorolog vid SMHI 1945 (extra 1942), var förste statsmeteorolog 1954–1955 (t.f. 1950), byråchef vid dess meteorologiska byrå 1955, vid klimatbyrån 1960–68 och generaldirektörens ställföreträdare 1963–1968. 
Wallén var ordförande i Stockholms högskolas studentkår 1945–1946, Sveriges förenade studentkårer 1946, Svenska sällskapet för antropologi och geografi 1958–1960, Stockholms naturvetenskapliga förening 1959–1970 och sekreterare i Svenska geofysiska föreningen 1950–1958, ordförande där 1963–1964. Han var ledamot av 1945 års universitetsberedning 1950, ledamot och sekreterare i Svenska nationalkommittén för geodesi och geofysik 1960–1967, innehade Unesco-uppdrag inom geofysik i Mexiko 1954, var vice president i Meteorologiska världsorganisationens (WMO) kommitté för klimatologi 1960–1967, expert i klimatologi med särskilt uppdrag hos FN:s livsmedels- och jordbruksorganisation (FAO) i Rom 1961–1962, ledare för WMO-projekt i Peru 1964–1965, divisionschef i WMO 1968–1976, vice direktör inom FN:s miljöprogram (UNEP) 1976–1980 och därefter konsult där. Han var redaktör för Geografiska Annaler åren 1950–1964. Wallén är begravd på Bromma kyrkogård.